# Rebecca Salsbury James
Rebecca Salsbury James (Londra, 21 dicembre 1891 – Taos, 8 luglio 1968) è stata una pittrice statunitense.
Nacque a Londra da una coppia statunitense che viaggiava con il Wild West Show di Buffalo Bill. Si stabilì a New York, dove sposò il fotografo Paul Strand. Dopo il suo divorzio, ella si trasferì a Taos, nel Nuovo Messico, e nel 1937 sposò William James, un uomo d'affari di Denver, nel Colorado, che allora lavorava alla compagnia di commercio Kit Carson di Taos. Vi sarebbe rimasta fino alla sua morte nel 1968.
James è nota per i suoi "fiori di grandi dimensioni e le nature morte dipinte su vetro". Si dedicò anche al ricamo colcha, una tecnica dell'artigianato ispanico tipica del Nuovo Messico.

## Biografia

### Primi anni
Rebecca Salsbury era la figlia di Nathan e Rachel Salsbury. Aveva due fratelli maggiori, Nathan e Milton, e una sorella gemella, Rachel. Crebbe nell'Upper West Side, un quartiere nuovaiorchese, e assieme alla sua gemella Rachel frequentò la scuola di cultura etica (Ethical Culture Fieldston School) a partire dal 1905. Nel 1915, fu la migliore degli studenti che si laurearono al Teacher’s College. Nel 1917, assieme a suo fratello Nathan (detto Nate), pubblicò A Book of Children’s Songs.

### Carriera
Rebecca Salsbury sposò il fotografo Paul Strand il 21 gennaio del 1922, a Manhattan. I due parteciparono attivamente al gruppo di artisti che esponevano le proprie opere nelle gallerie di Alfred Stieglitz: 291, la Intimate Gallery, e An American Place. Oltre a Stieglitz e Georgia O'Keeffe, gli Strand strinsero un legame con Marsden Hartley, Arthur Dove, Helen Torr, Gaston e Isabel Lachaise. Venne presa in considerazione l'idea di un viaggio in Europa, ma, come scrisse Rebecca a Paul, "l'Europa sarà sempre lì quando raggiungeremo la mezza età - potremmo ancora godercela - invece dovremmo vedere davvero l'Ovest finché siamo giovani e forti - e ciò non durerà per sempre". A Rebecca piacquero gli Stati Uniti sud-occidentali, e l'ospitalità di Mabel Dodge Luhan, a tal punto che scrisse a Stieglitz e O'Keeffe: "È stata così deliziosa... non so perché sia stata così gentile con noi. Salvo che non lo sia con tutti. Vorrebbe che un giorno veniste entrambi - soprattutto Georgia... farebbe delle cose grandiose - Georgia, vieni qui un giorno."
A Lake George, dove si trovava la tenuta di Stieglitz, Rebecca Salsbury venne ritratta da lui in una serie di fotografie, per lo più nudi artistici. Nel 1929, Strand tornò in Nuovo Messico con O'Keeffe. Le due soggiornarono nella tenuta di Mabel Dodge Luhan a Taos, dove Strand insegnò a O'Keeffe come guidare. Le due dipinsero per tutta l'estate. Strand e suo marito tornarono da quelle parti nel 1930, nel 1931 e nel 1932. Nel 1933, i due divorziarono in Messico e Rebecca tornò a Taos, dove avrebbe sposato l'uomo d'affari William James nel 1937. Nel 1953 pubblicò il libro Allow Me to Present 18 Ladies and Gentlemen and Taos, N.M., 1885-1939.

### Stile e mostre

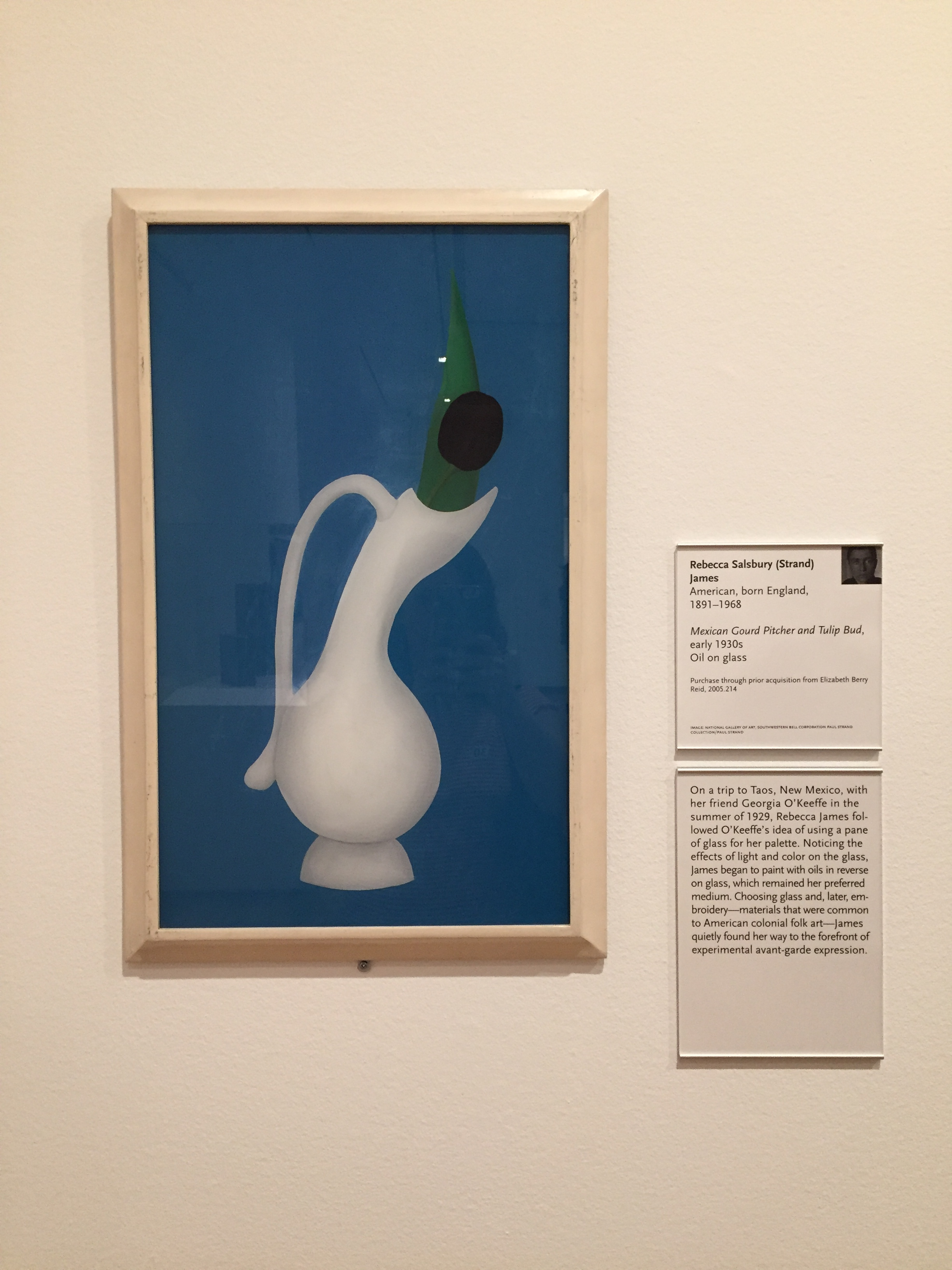
Rebecca Salsbury (Strand) James, Mexican Gourd Pitcher and Tulip Bud, inizio degli anni 1930, olio su vetro

James creò opere d'arte a pastello e a carboncino, ma per la maggior parte della sua carriera adoperò soprattutto la tecnica della pittura a rovescio su vetro. Ebbe anche un ruolo nella riscoperta della lavorazione a maglia colcha, tipica del periodo coloniale spagnolo, che imparò alla fine degli anni 1930 dalla sua amica e vicina Jesusita Perrault. Ella scrisse: "Per me questa maglia versatile ha fornito un mezzo creativo per esprimere un'idea attraverso dei punti. Il mondo che ci circonda - i cieli, la terra, la gente, l'erba, gli alberi - può essere impregnato di vita immediata."
James partecipò alla sua prima mostra di gruppo alla Opportunity Gallery novaiorchese, nel 1928. In seguito espose le proprie opere presso le gallerie seguenti:
- An American Place (1932, 1936)
- Denver Art Museum, Chappell House (1933)
- Museo d'arte del Nuovo Messico (1934)
- Colorado Springs Fine Arts Center (1939)
- Palazzo della Legion d'Onore (1951)
- Santa Barbara Museum of Art (1951)
- Galleria di Martha Jackson (1954)

Espose i suoi ricami nei luoghi seguenti:
- Palazzo dei Governatori, Santa Fe (1952);
- Fondazione Harwood, Università del Nuovo Messico (1952);
- Museo dell'arte popolare internazionale, Santa Fe (1963);
- Currier Gallery of Art, New Hampshire (1964).

Partecipò anche a delle mostre annuali al museo d'arte del Nuovo Messico di Santa Fe e alla Fondazione Harwood (oggi il museo d'arte Harwood) di Taos dagli anni 1930 fino agli anni 1960.